# هنريكي ماتوس
هنريكي ماتوس هو لاعب كرة قدم برازيلي في مركز الدفاع، ولد في 25 يوليو 1990 في ريبيراو بريتو في البرازيل. لعب مع نادي بوتافوغو اس بي.

## وصلات خارجية
- هنريكي ماتوس على موقع قاعدة بيانات كرة القدم.إي يو (الإنجليزية)
- هنريكي ماتوس على موقع Soccerway.com (الإنجليزية)